# Quebradillas
Quebradillas est une municipalité de Porto Rico (code international : PR.QB) qui s'étend sur 60 km2 et regroupe 23 638 habitants en 2020.